# Ansel Elgort
Ansel Elgort (* 14. března 1994 New York City) je americký herec, hudební producent a DJ, známý pod uměleckým jménem Ansølo. Ztvárnil roli Tommyho Rosse v hororu Carrie, Augusta Waterse ve filmu Hvězdy nám nepřály, Caleba Priora ve sci-fi Divergence a jeho pokračování Rezistence, Aliance a Babyho ve filmu Baby Driver, za který získal nominaci na Zlatý glóbus. Objeví se také v připravovaném filmu West Side Story.

## Životopis
Narodil se v New Yorku rodičům Grethe Barett Holby a Arthurovi Elgortovi. Otec je ruského židovského původu, ale hlavně módním fotografem, který už přes 30 let pracuje pro časopis Vogue. Matka je operní režisérkou, původem z Norska, Anglie a Německa.
Anselova babička z matčiny strany Aase- Grethe byla během 2. světové války v norském odboji a zachránila židovské děti. Kvůli tomuto činu byla uvězněna v koncentračním táboře. Anselovo je pojmenován podle fotografa Ansel Adamse. Ansel má sestru Sophie Elgort, módní návrhářku a bratra Warrena Elgorta, který je kameramanem. Když bylo Anselovi devět let, tak ho vzala matka do baletní školy a tam studoval pět let. Elgort navštěvoval Trinity School, The Professional Performing Arts School, Fiorello H. LaGuardia High School a Stagedoor Manor summer camp.
V roce 2009 se objevil na stránkách Teen Vogue po boku polského modelu Jac Jagaciaka. Elgort začal chodit na kurzy herectví ve věku 12 let.

## Kariéra

### Herecká kariéra
Anselovo první herecké (profesionální) vystoupení bylo několik měsíců před maturitou, jen pár dní před jeho 18. narozeninami, kdy se v březnu 2012 uskutečnila premiéra v inscenaci na Brodway. Na světlo ho dostala až role Tommyho Rosse ve filmu Carrie. O rok později si zahrál roli Caleba Priora ve filmu Divergence. Ihned po dokončení natáčení filmu bylo oznámeno, že Elgort ztvární Augusta Waterse ve filmové adaptaci románu Johna Greena „Hvězdy nám nepřály“ po boku Shailene Woodley, která si zahraje Hazel Grace Lancasterovou. Film sledoval Hazel, dospívající pacientku s rakovinou, kterou rodiče přinutili, aby se zúčastnila podpůrné skupiny, kde se následně setká se svou budoucí láskou Augustem, bývalého basketbalového hráče. Film byl režírovaný Joshem Boonem a měl premiéru 6. června 2014. Ve filmu se také objevil Timothée Chalamet.

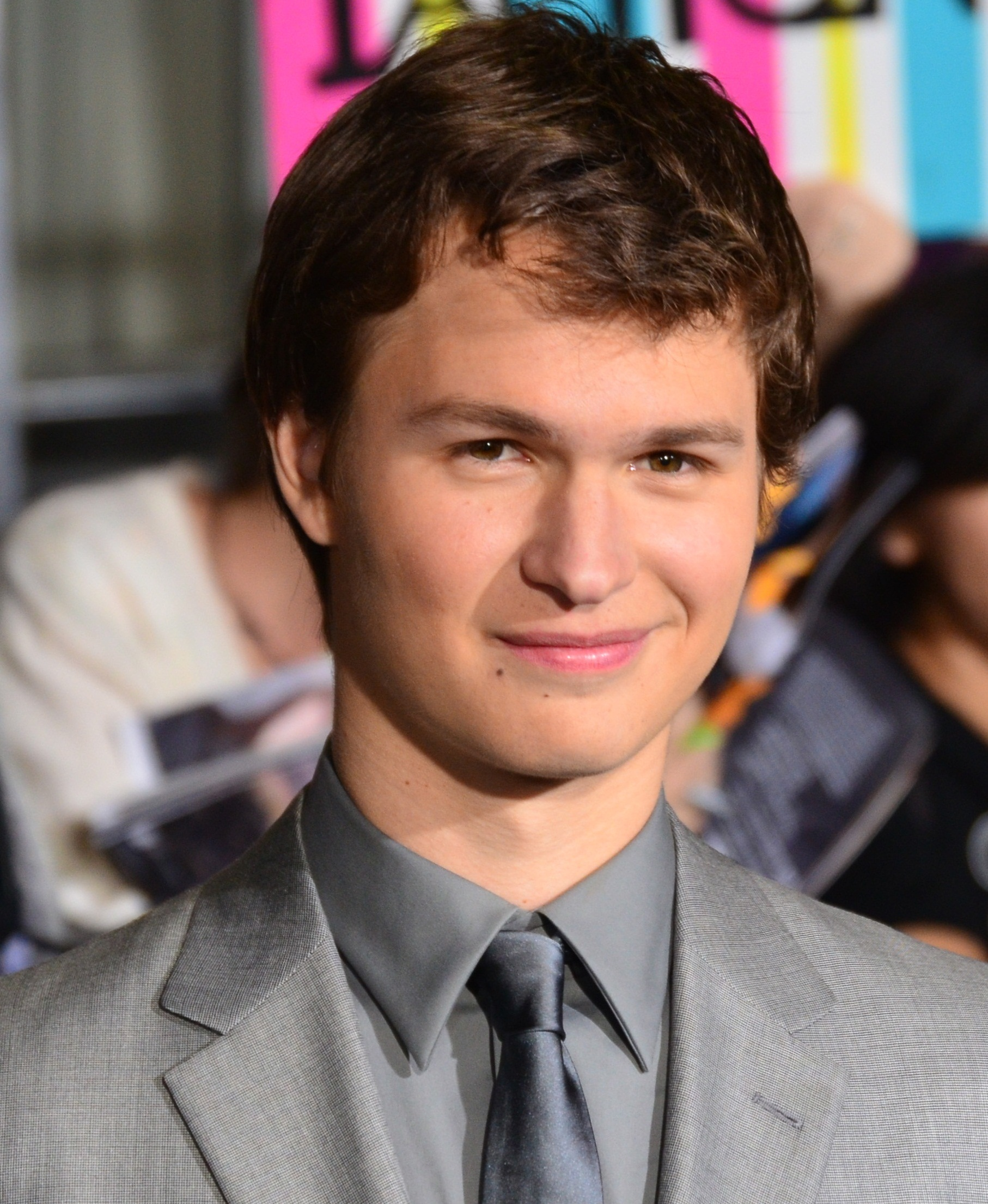
Ansel Elgort na premiéře filmu Divergence (2014)

V roce 2014 se Elgort zařadil do skupiny nejlepších herců pod 20 let. Poté se Elgort sešel s představitelkou Carrie Chloë Grace Moretz, aby předal cenu za nejlepší vizuální efekty na Oscarech v roce 2015. Rovněž si zopakoval roli Caleba Priora ve filmu Rezistence, druhém filmu knižní série Divergence, který byl vydán 20. března 2015 a ve třetím filmu Série Divergence: Aliance, který byl promítán v kinech 18. března 2016. V tom stejném roce byl Elgort na užším výběru herců pro roli Hana Sola ve stejnojmenném filmu. Poté, co byl v květnu 2016 obsazen Alden Ehrenreich, Elgort vyjádřil určitou úlevu a řekl, že kdyby byl obsazen, musel by si změnit jméno DJ, Ansølo.
V roce 2017 si zahrál titulní roli v akčním filmu Baby Driver režiséra Edgara Wrighta. Film získal pozitivní recenze a vydělal mnoho peněz. Elgort za svůj výkon získal nominaci na cenu Zlatý glóbus pro nejlepšího herce. Také si v tomto roce střihl roli Addisona Schachta v dramatickém thrilleru Listopadoví vrazi, adaptaci stejnojmenného románu, v hlavní roli s Chloë Grace Moretz.
V roce 2018 si spolu s Taronem Egertonem zahrál ve filmu Billionaire Boys Club. Vzhledem k tvrzením o sexuálním obtěžování byla budoucnost filmu nejistá a nebylo stanoveno žádné datum vydání. Film byl původně vydán prostřednictvím videa na vyžádání 17. července 2018, před omezeným uvedením v kinech 17. srpna 2018 společností Vertical Entertainment. Elgort si o rok později zahrál hlavní roli ve filmu Stehlík, ale se stal propadákem, protože vydělal žalostné tržby.
Nadcházející projekty
Elgort si zahraje hlavní roli Jakea Adelsteina v seriálu Tokyo Vice. Seriál bude dostupný na HBO Max. Fil má na starost Michael Mann a Destin Daniel Cretton. Ačkoli byla výroba tohoto seriálu zastavena kvůli pandemii covidu-19, od té doby se výroba znovu obnovila a plánovaná premiéra by se měla stihnout do konce roku 2021. Dále si Elgort zahraje Tonyho ve filmu Stevena Spielberga s názvem West Side Story. Film jde do kin 10. prosince 2021.. Mimo to se Algort věnuje i jiným kinematografickým projektům např. Mayday 109, Finest Kind nebo The Great High School Impostor

### Hudební kariéra

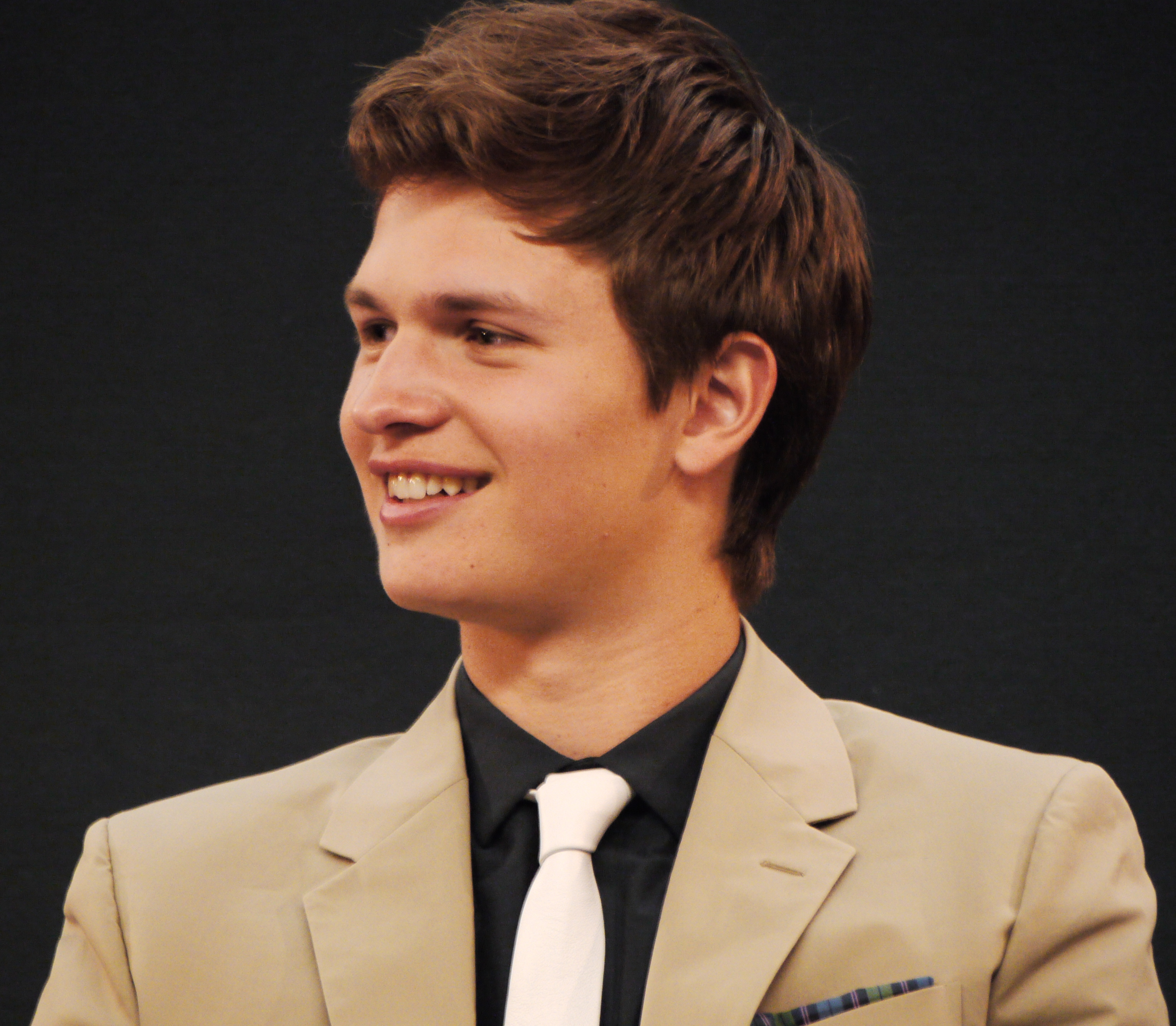
Ansel Elgort v roce 2014

Pod jménem Ansølo si vytvořil Elgort účet na SoundCloud pro publikování elektro hudby a remixoval písně „Born to Die“ od Lany del Rey. V přímém přenosu v únoru 2014 uvedl, že podepsal nahrávací smlouvu s novou značkou Toma Staara, Staar Traxx a značkou Steve Angello, Size Records. Jeho první nahrávka Unite byla vydána 21. dubna 2014 na Beatportu a 5. května 2014 na iTunes. Jeho druhá deska, Totem, byla vydána 21. července 2014 na Beatportu a iTunes. V září 2015 byl vydán jeho singl „To Life“, píseň s barovou miczou skloňovaná klezmerovou hudbou. Elgort hrál na hlavním pódiu Electric Zoo Festival v roce 2014, na hlavním pódiu Ultra Music Festivalu v březnu 2015, hrál na akci taneční hudby na červeno v Amsterdamu v roce 2014, zahájil několik koncertů The Chainsmokers, Nervo show a některé další s jeho přáteli Nicky Romeroem a Martinem Garrixem. Svou první hlavní show zahrál na své 21. narozeniny na Pacha NYC.
V roce 2015 podepsal nahrávací smlouvu s Island / Universal Records a 8. července 2016 vydal svůj první singl na labelu „Home Alone“. 3. února 2017 vydal singl s názvem „Thief“ pod názvem Ansel Elgort. V hudebním videu byla jeho přítelkyně Violetta Komyshan, baletka. Byl uveden na třetím studiovém albu rappera Logica Everybody, které vyšlo 5. května 2017, v písni s názvem „Killing Spree“. 11. ledna 2018 vydal singl s názvem „Supernova“

## Osobní život
Od roku 2017 žije v brooklynské čtvrti Bedford-Stuyvesant. V dubnu 2020 zveřejnil Elgort na sociálních médiích nahou fotografii sebe samého jako součást snahy o získávání finančních prostředků pro ty, kteří byli zasaženi COVID-19. Elgort na své 21. narozeniny požádal přátele, rodinu a fanoušky, aby přispěli na projekt Žízeň.
V červnu 2020 žena na Twitteru obvinila Elgorta ze sexuálního napadení v roce 2014, když jí bylo 17 a mu 20. Elgort popřel obvinění v příspěvku na svém Instagramu s tím, že on i ona měli „krátký, legální a zcela konsensuální vztah “.

## Filmografie

### Film
| Rok  | Název                 | Role                 | Poznámky |
| ---- | --------------------- | -------------------- | -------- |
| 2013 | Carrie                | Tommy Ross           |          |
| 2014 | Divergence            | Caleb Prior          |          |
| 2014 | Hvězdy nám nepřály    | Augustus Waters      |          |
| 2014 | Muži, ženy a děti     | Tim Mooney           |          |
| 2015 | Rezistence            | Caleb Prior          |          |
| 2015 | Papírová města        | prodavač na benzínce | cameo    |
| 2016 | Aliance               | Caleb Prior          |          |
| 2017 | Baby Driver           | Baby                 |          |
| 2018 | Listopadoví vrazi     | Addison Schacht      |          |
| 2018 | Billionaire Boys Club | Joe Hunt             |          |
| 2019 | Stehlík               | Theo Decker          |          |
| 2021 | West Side Story       | Tony                 |          |

### Televize
| Rok  | Název      | Role           | Poznámky               |
| ---- | ---------- | -------------- | ---------------------- |
| 2020 | Tokyo Vice | Jake Adelstein | také výkonný producent |

## Diskografie

#### EP
- 2018: Super Nova

#### Singly
- 2014 – „Unite“
- 2015 – „Totem“ feat. Tom Staar
- 2015 – „To Life“ feat. Too Many Zooz
- 2016 – „Yin Yang“ feat. Maxum
- 2016 – „Home Alone“
- 2017 – „Thief“
- 2017 – „You Can Count on Me“ feat. Logic
- 2017 – „All I Think About Is You“
- 2018 – „Supernova“

#### Hudební videa
- 2016 – „Be The One“ – Dua Lipa
- 2017 – „Thief“
- 2018 – „Supernova“
- 2019 – „Off da Zoinkys“ – J.I.D.

## Ocenění a nominace
| Rok  | Ocenění                      | Kategorie                                             | Práce                           | Výsledek  |
| ---- | ---------------------------- | ----------------------------------------------------- | ------------------------------- | --------- |
| 2014 | Teen Choice Awards           | nejlepší herec: drama                                 | Hvězdy nám nepřály              | vítězství |
| 2014 | Teen Choice Awards           | objev roku: film                                      | Hvězdy nám nepřály              | vítězství |
| 2014 | Teen Choice Awards           | nejlepší filmový polibek (sdíleno s Shailene Woodley) | Hvězdy nám nepřály              | vítězství |
| 2014 | Teen Choice Awards           | nejlepší filmová chemie (sdíleno s Shailene Woodley)  | Hvězdy nám nepřály              | vítězství |
| 2014 | NewNowNext Awards            | nejlepší filmový herec                                | Hvězdy nám nepřály              | vítězství |
| 2014 | Young Hollywood Awards       | nejoblíbenější filmový herec                          | Hvězdy nám nepřály / Divergence | vítězství |
| 2014 | Young Hollywood Awards       | objev roku                                            | Hvězdy nám nepřály / Divergence | nominace  |
| 2014 | Young Hollywood Awards       | nejlepší filmová dvojice (sdíleno s Shailene Woodley) | Hvězdy nám nepřály              | vítězství |
| 2014 | Young Hollywood Awards       | nejlepší nový filmový herec                           | Hvězdy nám nepřály              | vítězství |
| 2015 | People's Choice Awards       | nejlepší filmová dvojice (sdíleno s Shailene Woodley) | Hvězdy nám nepřály              | nominace  |
| 2015 | Critic's Choice Movie Awards | nejlepší mladý herec/herečka                          | Hvězdy nám nepřály              | nominace  |
| 2015 | GALECA Awards                | Stoupající hvězda                                     | Hvězdy nám nepřály              | nominace  |
| 2015 | MTV Movie Awards             | nejlepší herec                                        | Hvězdy nám nepřály              | nominace  |
| 2015 | MTV Movie Awards             | objev roku                                            | Hvězdy nám nepřály              | nominace  |
| 2015 | MTV Movie Awards             | nejlepší výkon bez trička                             | Hvězdy nám nepřály              | nominace  |
| 2015 | MTV Movie Awards             | nejlepší filmový polibek (sdíleno s Shailene Woodley) | Hvězdy nám nepřály              | vítězství |
| 2015 | MTV Movie Awards             | nejlepší filmová dvojice (sdíleno s Shailene Woodley) | Hvězdy nám nepřály              | nominace  |
| 2015 | Teen Choice Awards           | nejlepší filmový herec: akční film                    | Aliance                         | nominace  |
| 2017 | Zlatý glóbus                 | nejlepší filmový herec (komedie/muzikál)              | Baby Driver                     | nominace  |
| 2017 | Teen Choice Awards           | nejlepší letní filmový herec                          | Baby Driver                     | nominace  |
| 2017 | CinemCon Awards              | Hvězda zítřka: muž                                    | Baby Driver                     | vítězství |
| 2018 | Empire Awards                | nejlepší nováček: muž                                 | Baby Driver                     | nominace  |
| 2018 | MTV Movie & TV Awards        | nejlepší filmový herecký výkon                        | Baby Driver                     | nominace  |